# Dongzhi
Dongzhi (chiń. upr. 东至县; chiń. trad. 東至縣; pinyin Dōngzhì Xiàn) – powiat w południowo-zachodniej części prefektury miejskiej Chizhou w prowincji Anhui w Chińskiej Republice Ludowej. Liczba mieszkańców powiatu, w 1999 roku, wynosiła 530 417.